# Thomas Webel

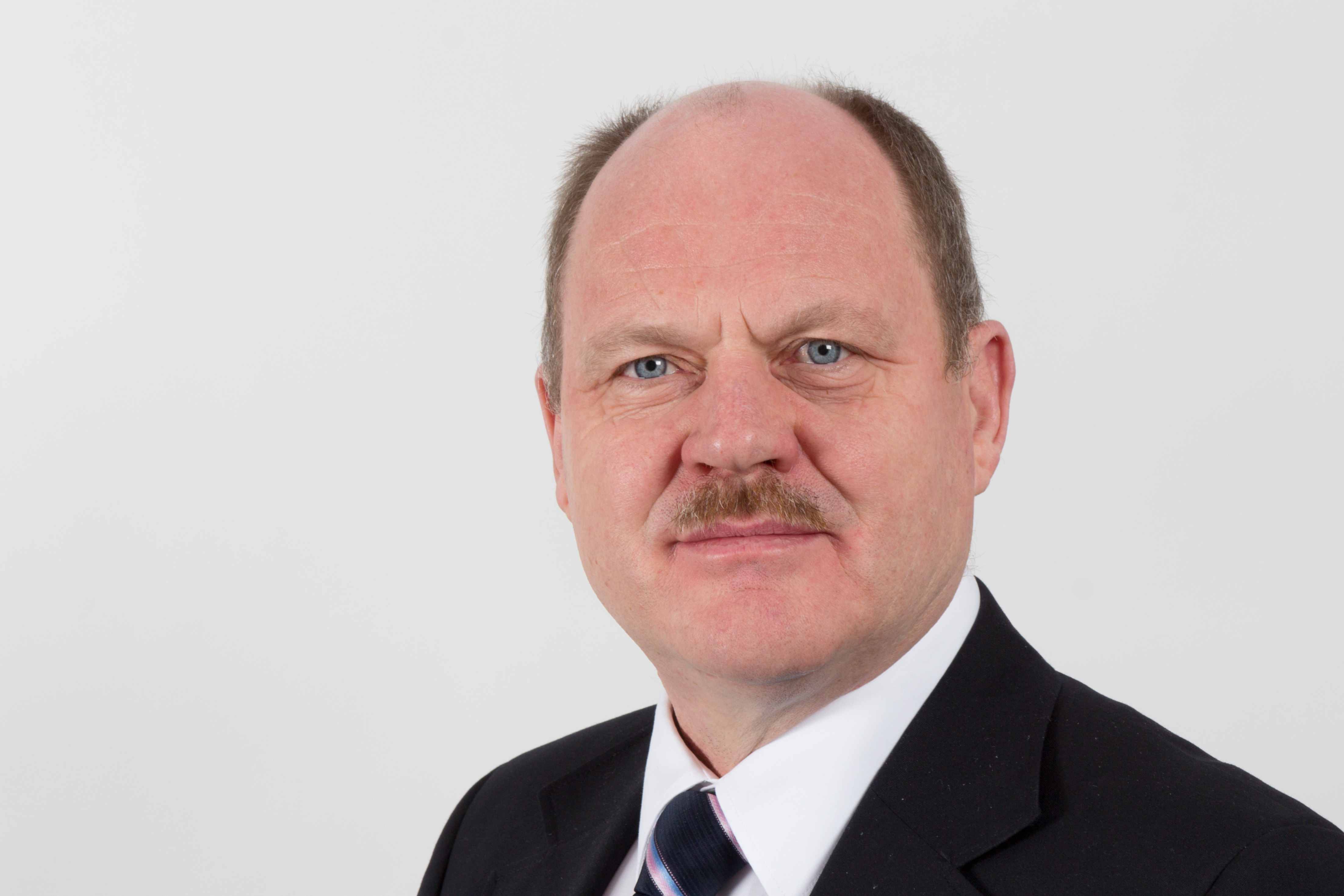
Thomas Webel (2012)

Thomas Webel (* 27. Juli 1954 in Bad Pyrmont) ist ein deutscher Politiker (CDU). Er war von 2004 bis 2018 Vorsitzender der CDU Sachsen-Anhalt und von 2011 bis 2021 Minister für Landesentwicklung und Verkehr des Landes Sachsen-Anhalt. Zuvor war er von 2007 bis 2011 Landrat des Landkreises Börde.

## Leben und Beruf
Webel wurde im niedersächsischen Bad Pyrmont geboren, seine aus Magdeburg stammende Mutter zog mit ihm aber 1957 zurück in die DDR. Er besuchte die Grundschule in Klein Ammensleben, wo er bis heute lebt, und die Polytechnische Oberschule in Gutenswegen. 1973 legte er das Abitur ab. Er studierte an der Technischen Universität Dresden. Nach seinem Abschluss als Diplom-Ingenieur für elektronischen Gerätebau arbeitete Webel in der LPG Dahlenwarsleben (Niedere Börde) als Leiter der Materialversorgungsabteilung. Webel ist zum zweiten Mal verheiratet und Vater eines Sohnes.

## Politik
Webel war zu DDR-Zeiten Mitglied der Demokratischen Bauernpartei (DBD), trat im Oktober 1989 aus dieser aus und am 10. November in die Sozialdemokratische Partei in der DDR (SDP) ein. Seit 1990 ist Webel Mitglied der CDU. Er arbeitete Anfang der 1990er Jahre in der Hauptverwaltung des Landratsamtes Wolmirstedt als Dezernent. Im Jahr 1990 kandidierte er für den Landtag von Sachsen-Anhalt und wurde gewählt. Er blieb Mitglied des Landtages bis zum Jahr 2002. In dieser Zeit war er im Innenausschuss tätig. 1991 wurde er zum ehrenamtlichen, 1992 zum hauptamtlichen Landrat des Landkreises Wolmirstedt gewählt. Im Juni 1994 wurde er zum Landrat des Ohrekreises gewählt und 2001 im Amt bestätigt. 2001 wurde er nach einer Fördermittelaffäre wegen Beihilfe zur Untreue zu einer Haftstrafe von sechs Monaten verurteilt, die zur Bewährung ausgesetzt wurde: 1995 hatte er bei einer ABM-Gesellschaft die Fälschung von Rechnungen zugelassen, um das Unternehmen zulasten der Bundesagentur für Arbeit vor der Insolvenz zu bewahren. Am 22. April 2007 wurde er mit 50,1 Prozent der Stimmen zum ersten Landrat des am 1. Juli 2007 aus dem Zusammenschluss des Ohrekreises und des Bördekreises entstehenden Landkreises Börde gewählt.
Webel war von 2004 bis 2018 Landesvorsitzender der CDU Sachsen-Anhalt. Am 19. April 2011 wurde Webel im Kabinett Haseloff I Minister für Landesentwicklung und Verkehr. Er behielt sein Amt im Kabinett Haseloff II bei. Im Kabinett Haseloff III wurde Webel nicht erneut Mitglied, sodass er am 16. September 2021 als Minister aus der Politik ausschied.
Im Herbst 2014 wurde Webel von der Landtagsopposition vorgeworfen, erneut in eine Fördermittelaffäre verwickelt zu sein und möglicherweise vorhandenes Wissen um Abrechnungsprobleme beim Umbau einer Sporthalle in Wolmirstedt vor dem Parlament geleugnet zu haben.
Webel war 2016 turnusgemäß für zwei Jahre Vorsitzender der Bauministerkonferenz der 16 deutschen Bundesländer.

## Ehrungen und Auszeichnungen
- 2024: Verdienstorden des Landes Sachsen-Anhalt[8]